# Quartier du Roule
Le quartier du Roule est un ancien quartier administratif de Paris qui se situait sur la rive droite de la Seine, dans l'ancien 1er arrondissement.

## Emplacement et délimitation
Le quartier du Roule qui se situait sur la rive droite de Paris, était délimité par le quartier des Champs-Élysées au Sud, ceux de la place Vendôme et de la Chaussée d'Antin à l'Est, et aux communes de Neuilly et des Batignolles-Monceau au Nord et à l'Ouest.
Limites lors de sa création, en 1811 :

Partant de la rue du Faubourg-Saint-Honoré, rue de la Pépinière et rue Saint-Lazare, numéros pairs, jusqu'à la rue de Clichy, toute la rue de Clichy, numéros impairs, barrière de Clichy, à gauche murs de la ville jusqu'à la barrière du Roule et rue du Faubourg-Saint-Honoré, numéros pairs, jusqu'à la
rue de la Pépinière.

Partant de la barrière du Roule, et suivant à droite les murs de la ville jusqu'à la barrière de Clichy, continuant à droite les rues de Clichy, Saint-Lazare, de l'Arcade, de la Madeleine, du Faubourg-Saint-Honoré et du Faubourg-du-Roule jusqu'à la barrière du Roule.

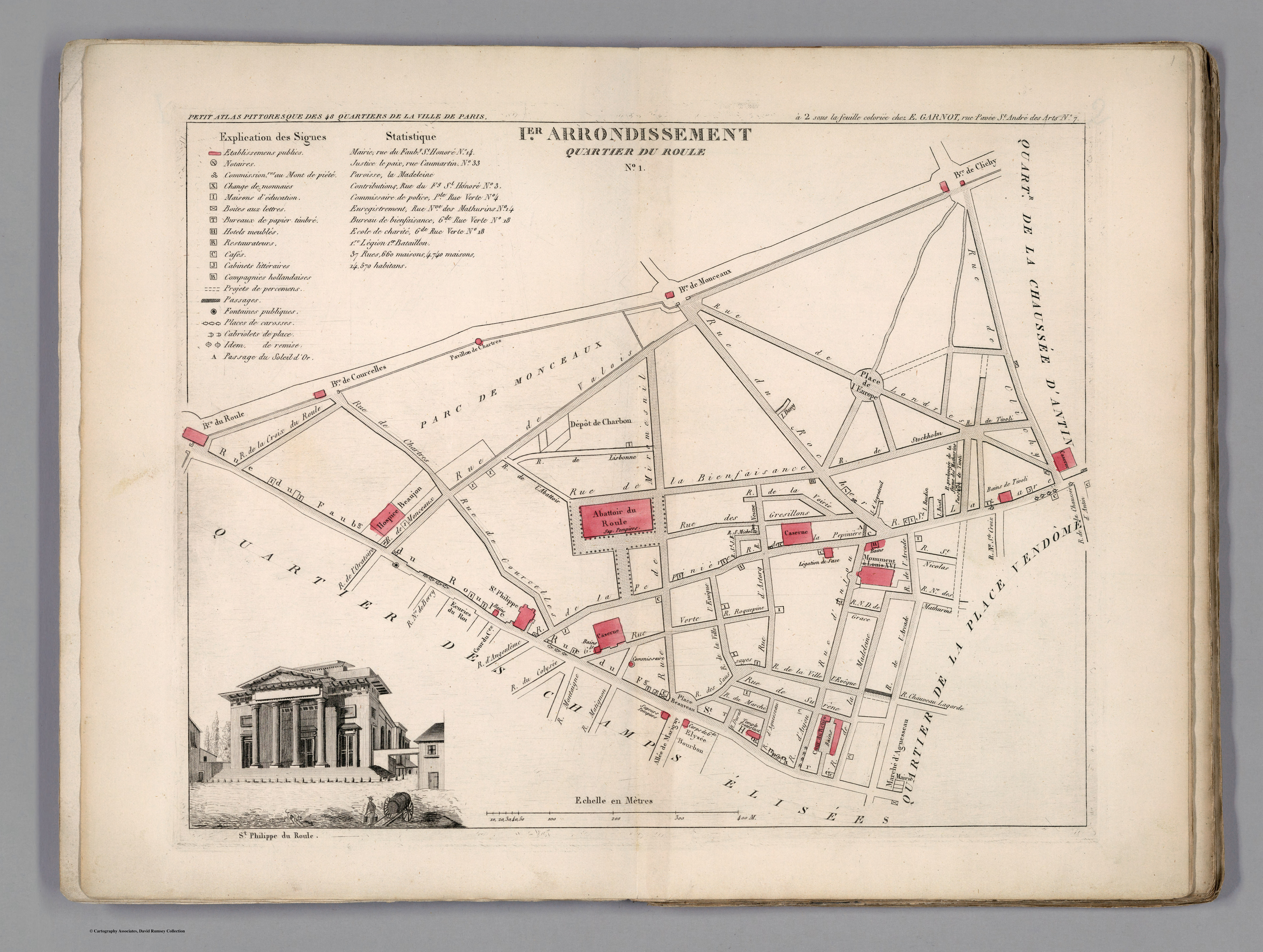
Plan du quartier du Roule dans l'ancien 1er arrondissement en 1834.

## Origine du nom
Le quartier correspond à l'ancien « village du Roule », une petite localité appelée « Romiliacum » par Frédégaire, « Crioilum » par saint Éloi, puis « Rolus » au XIIe siècle devenu un faubourg de Paris en 1722.

## Historique
Ce quartier est créé en 1790, durant la Révolution française, sous le nom révolutionnaire de section du Roule, de 1790 à octobre 1792, section de la République d'octobre 1792 à octobre 1795 date à laquelle elle reprend son nom d'origine; section du Roule.
Par arrêté préfectoral du 10 mai 1811, la section du Roule qui était situé dans l'ancien 1er arrondissement de Paris prend le nom de quartier du Roule.
Par la loi du 16 juin 1859 qui porte à vingt arrondissements la commune de Paris, le quartier du Roule devient le quartier du Faubourg-du-Roule, le 30e quartier administratif de Paris, et se trouve situé dans le 8e arrondissement.